# Taxi Boy
Taxi Boy est un film français réalisé par Alain Page sorti en 1986.

## Synopsis
À paris, une nuit, Petrus se fait tabasser par un inconnu. Laissé pour compte, il est aidé par Manuel, un chauffeur de taxi qui le ramène à son domicile.

## Fiche technique
- Réalisation :
- Scénario : Alain Page
- Photographie : Renato Berta
- Montage : Sophie Schmit
- Musique : CharlÉlie Couture
- Décors : Jean-Pierre Kohut-Svelko
- Costumes : Olga Pelletier
- Producteurs : Alain Depardieu, Jacques-Éric Strauss
- Sociétés de production : Cinédéal, Conil Productions, Marie Coline Films, Président Films, TF1 Films Production, Union Générale Cinématographique.
- Genre : Comédie dramatique
- Durée : 95 minutes
- Date de sortie : 30 avril 1986 (France)

## Distribution
- Richard Berry : Gerard Lepetit / Manuel del Castillo
- Claude Brasseur : Pétrus Machin
- Charlotte Valandrey : Corinne
- Évelyne Didi : Marthe
- Isaach De Bankolé : Touré
- Alex Descas : Pascal
- Marie-Christine Darah : Martine
- Raymond Jourdan : Miguel
- Alain Floret : Henri